# 9-1-1 (serie de televisión)
9-1-1 (titulada: Línea de emergencia: 9-1-1 en Hispanoamérica) es una serie de televisión de drama policial estadounidense creada por Ryan Murphy y Brad Falchuk producida por 20th Century Fox Television y emitida por Fox, y posteriormente por ABC. Cuenta la historia del grupo de rescate de Los Ángeles dispuesto a atender cualquier emergencia de lo previsto: policías, bomberos, paramédicos y transportistas. La serie fue estrenada el 3 de enero de 2018.
En mayo de 2023, la serie fue cancelada por Fox y renovada para una séptima temporada por ABC, que se estrenó el 14 de marzo de 2024. En abril de 2024, la serie fue renovada para una octava temporada que se estrenó el 26 de septiembre de 2024. En abril de 2025, la serie fue renovada para una novena temporada.

## Elenco
- Angela Bassett como Athena Grant-Nash (de soltera Carter), sargento de patrulla de LAPD, esposa de Bobby.
- Peter Krause como Robert "Bobby" Nash, capitán de la estación 118 de LAFD, esposo de Athena. (temporadas 1-8)[8]
- Oliver Stark como Evan "Buck" Buckley, bombero, hermano de Maddie.
- Aisha Hinds como Henrietta "Hen" Wilson, bombero y paramédico.
- Kenneth Choi como Howard "Howie"/"Chimney" Han, bombero y paramédico.
- Rockmond Dunbar como Michael Grant, exmarido de Athena. (temporadas 1-5)
- Connie Britton como Abigail "Abby" Clark, operadora del 9-1-1. (temporada 1; invitada especial temporada 3)[9]
- Jennifer Love Hewitt como Maddie Buckley (anteriormente Kendall),[10] la hermana de Buck y una enfermera capacitada. Viene a Los Ángeles y se convierte en operadora del 9-1-1. (temporada 2-presente)[11]
- Ryan Guzman como Edmundo "Eddie" Díaz, bombero. (temporada 2-presente)[12]
- Corinne Massiah como May Grant, la hija de Athena y Michael, la hijastra de Bobby. En la temporada 4, decide tomarse un tiempo antes de ir a la universidad y trabaja como operadora del 9-1-1. (temporadas 2-6; recurrente, temporada 1)[13]
- Marcanthonee Jon Reis (temporadas 2-6; recurrente, temporada 1) y Elijah M. Cooper (invitado, temporada 7) como Harry Grant, hijo de Athena y Michael, hijastro de Bobby.
- Gavin McHugh como Christopher Díaz, hijo de Eddie. (temporada 3-presente; recurrente, temporada 2)[14]
- John Harlan Kim como Albert Han, medio hermano de Chimney. (temporada 4; invitado, temporadas 3 y 6; recurrente, temporada 5)

## Episodios
| Temporada | Temporada | Episodios | Episodios | Emisión original         | Emisión original    | Emisión original | Puesto | Audiencia promedio (en millones) | Cuota |
| Temporada | Temporada | Episodios | Episodios | Primera emisión          | Última emisión      | Cadena           | Puesto | Audiencia promedio (en millones) | Cuota |
| --------- | --------- | --------- | --------- | ------------------------ | ------------------- | ---------------- | ------ | -------------------------------- | ----- |
|           | 1         | 10        | 10        | 3 de enero de 2018       | 21 de marzo de 2018 | Fox              | 21     | 10.74                            | 3.0   |
|           | 2         | 18        | 18        | 23 de septiembre de 2018 | 13 de mayo de 2019  | Fox              | 28     | 9.86                             | 2.4   |
|           | 3         | 18        | 18        | 23 de septiembre de 2019 | 11 de mayo de 2020  | Fox              | 16     | 10.42                            | 2.3   |
|           | 4         | 14        | 14        | 18 de enero de 2021      | 24 de mayo de 2021  | Fox              | 11     | 9.82                             | 1.8   |
|           | 5         | 18        | 18        | 20 de septiembre de 2021 | 16 de mayo de 2022  | Fox              | 18     | 8.12                             | 1.3   |
|           | 6         | 18        | 18        | 19 de septiembre de 2022 | 15 de mayo de 2023  | Fox              | 19     | 7.12                             | 1.0   |
|           | 7         | 10        | 10        | 14 de marzo de 2024      | 30 de mayo de 2024  | ABC              | 22     | 6.67                             | 0.8   |
|           | 8         | 18        | 18        | 26 de septiembre de 2024 | 15 de mayo de 2025  | ABC              | —      | —                                | —     |

## Producción

### Desarrollo
La serie está producida por 20th Television, con Murphy, Falchuk, Minear y Bradley Buecker como productores ejecutivos junto con los miembros del reparto Angela Bassett y Peter Krause. Minear también ejerce de showrunner y Buecker dirigió el episodio de estreno. El 16 de enero de 2018, Fox renovó la serie para una segunda temporada, que se estrenó el 23 de septiembre de 2018. El 25 de marzo de 2019, Fox renovó la serie para una tercera temporada, que se estrenó el 23 de septiembre de 2019. El 13 de abril de 2020, Fox renovó la serie para una cuarta temporada, que se estrenó el 18 de enero de 2021. El 17 de mayo de 2021, Fox renovó la serie para una quinta temporada. El 16 de mayo de 2022, Fox renovó la serie para una sexta temporada, que se estrenó el 19 de septiembre de 2022. El 1 de mayo de 2023, la serie fue renovada para una séptima temporada, siendo adquirida por ABC tras ser cancelada por Fox. La séptima temporada se estrenó el 14 de marzo de 2024. El 2 de abril de 2024, ABC renovó la serie para una octava temporada. La octava temporada se estrenó el 26 de septiembre de 2024. El 3 de abril de 2025, ABC renovó la serie para una novena temporada.

### Casting
En octubre de 2017, Angela Bassett, Connie Britton, y Peter Krause se unieron al elenco principal. Más tarde ese mes, Oliver Stark, Aisha Hinds, Kenneth Choi, y Rockmond Dunbar también se unieron. En mayo de 2018, se anunció que Jennifer Love Hewitt y Ryan Guzman se unirían como principales a la segunda temporada, Hewitt como Maddie Buckley, la hermana de Buck y operadora del 911, y Guzman como Eddie, un nuevo bombero.

## Distribución
En Latinoamérica, estrenó el 3 de enero de 2018 en FOX. En España, estrenó el 25 de enero de 2018 en Fox Life.

## Recepción

### Crítica
El sitio web Rotten Tomatoes reportó un índice de aprobación del 70% para la primera temporada, basado en 33 reseñas, con una calificación promedio de 5.86/10. El consenso crítico del sitio web dice: "9-1-1 ocasionalmente se desvía hacia el melodrama, pero es redimido con un elenco de primer nivel, acción de bombeo de adrenalina, y una pizca de campamento de basura que empuja al programa hacia un territorio de placer adictivo y culpable". Metacritic, que utiliza una media ponderada, asignó una puntuación de 60 sobre 100 basada en 21 críticos, lo que indica "revisiones mixtas o medias".
En el caso de Rotten Tomatoes, la segunda temporada tiene un índice de aprobación del 100%, basado en 7 reseñas, con un índice medio de 7,75/10.

### Audiencias
| Temporada | Horario (ET)      | Episodios | Primera emisión          | Primera emisión      | Última emisión      | Última emisión       | Ranking | Promedio de espectadores (millones) | Adultos de 18–49 años (promedio) |
| Temporada | Horario (ET)      | Episodios | Fecha                    | Audiencia (millones) | Fecha               | Audiencia (millones) | Ranking | Promedio de espectadores (millones) | Adultos de 18–49 años (promedio) |
| --------- | ----------------- | --------- | ------------------------ | -------------------- | ------------------- | -------------------- | ------- | ----------------------------------- | -------------------------------- |
| 1         | miércoles 9 p. m. | 10        | 3 de enero de 2018       | 6.83                 | 21 de marzo de 2018 | 6.63                 | 21      | 10.74                               | 3.0                              |
| 2         | lunes 9 p. m.     | 18        | 23 de septiembre de 2018 | 9.83                 | 13 de mayo de 2019  | 6.44                 | 28      | 9.86                                | 2.5/10                           |
| 3         | lunes 8 p. m.     | 18        | 23 de septiembre de 2019 | 7.14                 | 11 de mayo de 2020  | 7.29                 | 16      | 10.42                               | 2.3/11                           |
| 4         | lunes 8 p. m.     | 14        | 18 de enero de 2021      | 7.19                 | 24 de mayo de 2021  | 6.35                 | 11      | 9.62                                | 1.7                              |
| 5         | lunes 8 p. m.     | 18        | 20 de septiembre de 2021 | 5.08                 | 16 de mayo de 2022  | 5.55                 | 18      | 8.12                                | 1.3                              |
| 6         | lunes 8 p. m.     | 18        | 19 de septiembre de 2022 | 4.82                 | 15 de mayo de 2023  | 4.32                 | 19      | 7.12                                | 1.0                              |
| 7         | jueves 8 p. m.    | 10        | 14 de marzo de 2024      | 4.93                 | 30 de mayo de 2024  | 5.19                 | 22      | 6.67                                | 0.8                              |
| 8         | jueves 8 p. m.    | 18        | 26 de septiembre de 2024 | 4.93                 | 15 de mayo de 2025  | 4.05                 |         |                                     |                                  |

## Premios y nominaciones
| Año  | Premiación                     | Categoría                                                            | Nominado(s)    | Resultado | Ref.          |
| ---- | ------------------------------ | -------------------------------------------------------------------- | -------------- | --------- | ------------- |
| 2018 | BET Awards                     | Mejor actriz                                                         | Angela Bassett | Nominada  | [ 63 ]        |
| 2018 | BMI Film & TV Awards           | Mejor banda sonora de televisión                                     | Mac Quayle     | Ganador   | [ 64 ]        |
| 2018 | Teen Choice Awards             | Serie de televisión revelación                                       | 9–1–1          | Nominada  | [ 65 ]        |
| 2018 | Teen Choice Awards             | Estrella de televisión revelación                                    | Oliver Stark   | Nominado  | [ 65 ]        |
| 2019 | AAFCA TV Honors                | Mejor actriz                                                         | Angela Bassett | Ganadora  | [ 66 ]        |
| 2019 | BMI Film & TV Awards           | Mejor banda sonora de televisión                                     | Mac Quayle     | Ganador   | [ 67 ]        |
| 2019 | Teen Choice Awards             | Mejor actor de televisión de drama                                   | Oliver Stark   | Nominado  | [ 68 ]        |
| 2019 | Young Entertainer Awards       | Mejor actor joven invitado en serie de televisión                    | Connor Dean    | Nominado  | [ 69 ]        |
| 2020 | BMI Film & TV Awards           | Mejor banda sonora de televisión                                     | Mac Quayle     | Ganador   | [ 70 ]        |
| 2020 | NAACP Image Awards             | Mejor actriz en serie de drama                                       | Angela Bassett | Ganadora  | [ 71 ]        |
| 2021 | BET Awards                     | Mejor actriz                                                         | Angela Bassett | Nominada  | [ 72 ]        |
| 2021 | Critics' Choice Super Awards   | Mejor actriz en serie de acción                                      | Angela Bassett | Ganadora  | [ 73 ] [ 74 ] |
| 2021 | Critics' Choice Super Awards   | Mejor serie de acción                                                | 9-1-1          | Nominada  | [ 73 ] [ 74 ] |
| 2021 | NAACP Image Awards             | Mejor actriz en serie de drama                                       | Angela Bassett | Nominada  | [ 75 ]        |
| 2021 | People's Choice Awards         | La serie de drama de 2021                                            | 9-1-1          | Nominada  | [ 76 ]        |
| 2021 | People's Choice Awards         | La estrella femenina de televisión de 2021                           | Angela Bassett | Nominada  | [ 76 ]        |
| 2021 | People's Choice Awards         | La estrella de drama de televisión de 2021                           | Angela Bassett | Nominada  | [ 76 ]        |
| 2022 | NAACP Image Awards             | Mejor serie de drama                                                 | 9-1-1          | Nominada  | [ 77 ] [ 78 ] |
| 2022 | NAACP Image Awards             | Mejor actriz en serie de drama                                       | Angela Bassett | Ganadora  | [ 77 ] [ 78 ] |
| 2022 | Premios BMI                    | Premios BMI Network Television                                       | Mac Quayle     | Ganador   | [ 79 ]        |
| 2022 | Premios California on Location | Director de localizaciones del año - Televisión episódica - Una hora | Tim Hillman    | Ganador   | [ 80 ] [ 81 ] |
| 2022 | Premios California on Location | Equipo de localización del año - Televisión episódica - Una hora     | 9-1-1          | Ganadora  | [ 80 ] [ 81 ] |
| 2022 | Critics' Choice Super Awards   | Mejor actriz en serie de acción                                      | Angela Bassett | Nominada  | [ 82 ]        |
| 2022 | Critics' Choice Super Awards   | Mejor serie de acción                                                | 9-1-1          | Nominada  | [ 82 ]        |
| 2023 | NAACP Image Awards             | Mejor actriz en serie de drama                                       | Angela Bassett | Ganadora  | [ 83 ]        |

## Series derivadas

### 9-1-1: Lone Star
El 12 de mayo de 2019, se anunció que una serie derivada titulada 9-1-1: Lone Star, se estrenará el 19 de enero de 2020 inmediatamente después del partido por el Campeonato de la NFC y continuará la noche siguiente, el 20 de enero de 2020. El mismo día, se anunció que Rob Lowe sería el protagonista. El 11 de septiembre de 2019, se anunció que Liv Tyler se había unido al elenco principal de la serie. El 18 de septiembre de 2019, se anunció que Jim Parrack se había unido al elenco de la serie. El 20 de septiembre de 2019, se anunció que Ronen Rubinstein y Sierra McClain se unieron al elenco de la serie. El 23 de septiembre de 2019, se anunció que Natacha Karam, Brian Michael Smith, Rafael Silva y Julian Works se unieron al elenco de la serie.

### 9-1-1: Nashville
El 1 de octubre de 2024, poco después de que se confirmara que la quinta temporada de 9-1-1: Lone Star sería la última, Ryan Murphy reveló a Variety que se estaba preparando una segunda serie derivada de 9-1-1 para ABC. El 20 de febrero de 2025, ABC anunció oficialmente que se había encargado una serie derivada ambientada en Nashville, cuyo estreno estaba previsto para la temporada televisiva 2025-26.